# Mitsuru Hasegawa
Mitsuru Hasegawa (長谷川 満 Hasegawa Mitsuru?), född 3 februari 1979 i Fukui prefektur, är en japansk före detta fotbollsspelare.
Hasegawa började sin karriär 2001 i YKK (Kataller Toyama). Han spelade 246 ligamatcher för klubben. Han avslutade karriären 2010.